# Austin Claude Taylor
Pour les articles homonymes, voir Taylor.
Austin Claude Taylor (1893-1965) est un agriculteur, un marchand et un homme politique canadien du Nouveau-Brunswick.

## Biographie
Austin Claude Taylor naît le 20 juin 1893 à Salisbury, au Nouveau-Brunswick. Libéral, il est élu député de la circonscription de Westmorland à l'Assemblée législative du Nouveau-Brunswick le 27 juin 1935, et est constamment réélu jusqu'en 1957. Il sera Ministre de l'agriculture du 16 juillet 1935 au 8 octobre 1952, chef de l'opposition de 1952 à 1957 et chef du parti libéral du Nouveau-Brunswick de 1954 à 1956. Il est ensuite nommé sénateur sur avis de Louis St-Laurent le 3 janvier 1957 et le reste jusqu'à sa mort, le 17 janvier 1965.